# Svartbandstetra
Svartbandstetra (Hyphessobrycon scholzei) är en fiskart som beskrevs av Ahl, 1937. Svartbandstetra ingår i släktet Hyphessobrycon och familjen Characidae. Inga underarter finns listade i Catalogue of Life.